# بطولة آسيا للناشئين تحت 16 عاما 2016
بطولة آسيا للناشئين تحت 16 عاما 2016 كانت النسخة السابعة عشرة من بطولة آسيا للناشئين تحت 16 عاما، البطولة الإثناسنوية الدولية للشباب لكرة القدم التي يشرف على تنظيمها الاتحاد الآسيوي لكرة القدم لمنتخبات آسيا للرجال تحت 16 سنة. عقدت البطولة في الهند، كما أعلن الاتحاد الآسيوي لكرة القدم في 3 يونيو 2015، ولعبت في الفترة ما بين 15 سبتمبر و2 أكتوبر 2016. وقد لعب في البطولة ما مجموعه 16 فريقاً.
كما حدث في النسخ الماضية، كانت البطولة بمثابة تصفيات للاتحاد الآسيوي لكرة القدم مؤهلة إلى كأس العالم تحت 17 سنة لكرة القدم. وتأهل أفضل أربع فرق في البطولة إلى كأس العالم تحت 17 سنة لكرة القدم 2017 المقامة أيضًا في الهند كممثلين عن الاتحاد الآسيوي لكرة القدم، برفقة الهند التي تأهلت تلقائياً بصفتها المضيفة.
مثلت هذه المرة الأولى التي تستضيف بها الدولة المضيفة لكأس العالم تحت 17 سنة كذلك بطولة آسيا تحت 17 سنة لكرة القدم.
فاز العراق في البطولة بعد تغلبه على إيران 4–3 بركلات الجزاء الترجيحية في المباراة النهائية.

## التصفيات
عقدت القرعة التصفيات في 5 يونيو 2015. وقد جرى تقسيم ما مجموعه 45 فريقاً إلى إحدى عشر مجموعة، مع تأهل فائزي المجموعات الأحد عشر وأفضل أربع ثواني إلى البطولة النهائية، إلى جانب الهند التي تأهلت تلقائياً كمضيفة لكنها تنافست كذلك في المرحلة التأهيلية.
لعبت التصفيات في الفترة ما بين 12–20 سبتمبر 2015، باستثناء المجموعة ط التي لعبت ما بين 2–6 سبتمبر 2015.

### الفرق المتأهلة
تأهلت الفرق التالية الـ16 إلى البطولة النهائية. استعيض عن نيبال بقيرغيزستان بسبب سقوط أحد لاعبي الأخيرة في اختبار تصوير العظام بالرنين المغناطيسي.
في 12 أبريل 2016، قررت لجنة المسابقات في الاتحاد الآسيوي لكرة القدم أنه إذا لم يرفع حظر الفيفا المفروض على الاتحاد الكويتي لكرة القدم قبل 13 مايو 2016، سوف يحل الفريق التالي الأعلى ترتيباً في المنافسة التأهيلية لبطولة آسيا تحت 16 سنة كرة القدم محل الكويت في المنافسة.
في 13 مايو 2016، أكد مؤتمر الفيفا إيقاف الكويت، وطلب من مجلس الفيفا برفع الإيقاف حالما يتم الوفاء بالشروط اللازمة. كنتيجة لذلك، استعيض عن الكويت باليمن، الفريق التالي صاحب المرتبة الأعلى في المنافسة التأهيلية لبطولة آسيا تحت 16 سنة لكرة القدم.
| فريق                     | تأهل بصفته                           | الظهور     | أفضل أداء سابق                           |
| ------------------------ | ------------------------------------ | ---------- | ---------------------------------------- |
| الهند                    | المضيف / وصيف (ثالث أفضل) المجموعة ر | السابع     | ربع النهائي (2002)                       |
| أوزبكستان                | فائز المجموعة أ                      | التاسع     | البطل (2012)                             |
| قرغيزستان                | فائز المجموعة ب                      | الأول      | أول مرة                                  |
| العراق                   | فائز المجموعة ج                      | التاسع     | المركز الثالث (1985)، نصف النهائي (2012) |
| السعودية                 | فائز المجموعة د                      | العاشر     | البطل (1985، 1988)                       |
| إيران                    | فائز المجموعة ر                      | العاشر     | البطل (2008)                             |
| ماليزيا                  | فائز المجموعة ص                      | الرابع     | ربع النهائي (2014)                       |
| كوريا الشمالية           | فائز المجموعة ط                      | العاشر     | البطل (2010، 2014)                       |
| كوريا الجنوبية           | فائز المجموعة ع                      | الثاني عشر | البطل (1986، 2002)                       |
| أستراليا                 | فائز المجموعة ف                      | الخامس     | نصف النهائي (2010، 2014)                 |
| اليابان                  | فائز المجموعة ق                      | الثالث عشر | البطل (1994، 2006)                       |
| فيتنام                   | وصيف (الأفضل) المجموعة ف             | السادس     | المركز الرابع (2000)                     |
| تايلاند                  | وصيف (ثاني أفضل) المجموعة ط          | العاشر     | البطل (1998)                             |
| الإمارات العربية المتحدة | وصيف (رابع أفضل) المجموعة د          | السابع     | الوصيف (1990)                            |
| عمان                     | وصيف (خامس أفضل) المجموعة ب          | التاسع     | البطل (1996، 2000)                       |
| اليمن                    | وصف (سادس أفضل) المجموعة أ           | الخامس     | الوصيف (2002)                            |

## الأماكن
لعبت البطولة في مكانين:
| مارغاو                    | غوابطولة آسيا للناشئين تحت 16 عاما 2016 (الهند) |
| ملعب بانديت جواهرلعل نهرو | غوابطولة آسيا للناشئين تحت 16 عاما 2016 (الهند) |
| السعة: 19،000             | غوابطولة آسيا للناشئين تحت 16 عاما 2016 (الهند) |
|                           | غوابطولة آسيا للناشئين تحت 16 عاما 2016 (الهند) |
| بامبوليم                  | غوابطولة آسيا للناشئين تحت 16 عاما 2016 (الهند) |
| ملعب جي إم سي             | غوابطولة آسيا للناشئين تحت 16 عاما 2016 (الهند) |
| السعة: 3،600              | غوابطولة آسيا للناشئين تحت 16 عاما 2016 (الهند) |
|                           | غوابطولة آسيا للناشئين تحت 16 عاما 2016 (الهند) |

## القرعة
عقدت قرعة البطولة النهائية في 26 مايو 2016، 15:00 ت هـ (ت ع م+5:30)، في غوا (مؤجلة من 4 مايو 2016). تم تقسيم الفرق الـ16 إلى أربع مجموعات. وقد تم تصنيف الفرق وفقاً لأداءهم في النسخة الماضية عام 2014.
| الوعاء 1                                                                 | الوعاء 2                                | الوعاء 3                             | الوعاء 4                                                |
| ------------------------------------------------------------------------ | --------------------------------------- | ------------------------------------ | ------------------------------------------------------- |
| الهند (المضيف؛ المركز أ1) · كوريا الشمالية · كوريا الجنوبية · أستراليا · | إيران · ماليزيا · اليابان · أوزبكستان · | تايلاند · السعودية · عمان · فيتنام · | الإمارات العربية المتحدة · اليمن · قرغيزستان · العراق · |

## التشكيلات
لاعبين ولدوا في أو بعد 1 يناير 2000 مؤهلون للمنافسة في البطولة. يمكن لكل فريق تسجيل بحد أقصى 23 لاعباً (على الأقل ثلاثة منهم يجب أن يكونوا حراس مرمى).

## مرحلة المجموعات
تأهل أول فريقين من كل مجموعة إلى ربع النهائي.

كسر التعادل
يتم ترتيب الفرق وفقاً للنقاط (3 نقاط للفوز، نقطة واحدة للتعادل، لا شيء للخسارة). في حالة التعادل في النقاط، يتم تطبيق كسر التعادل في الترتيب التالي:
1. أكبر عدد من النقاط التي تم الحصول عليها في مباريات المجموعة بين الفرق المعنية؛
2. فارق الأهداف الناتج من مباريات المجموعة بين الفرق المعنية؛
3. أكبر عدد من الأهداف المسجلة في مباريات المجموعة بين الفرق المعنية؛
4. إذا كانت الفرق، بعد تطبيق المعايير 1–3، لا تزال لديها ترتيب متساوي، يعاد تطبيق المعايير 1–3 حصراً للمباريات بين الفرق المعنية لتحديد الترتيب النهائي. إذا لم يكن هذا الإجراء يؤدي إلى قرار، تطبق المعايير 5–9؛
5. فارق الأهداف في جميع مباريات المجموعة؛
6. أكبر عدد من الأهداف المسجلة في جميع مباريات المجموعة؛
7. ركلات الجزاء الترجيحية إذا كان فريقين فقط معنيين، وكلاهما على ميدان اللعب؛
8. أقل درجة تحسب وفقاً لعدد البطاقات الصفراء والحمراء التي تم الحصول عليها في مباريات المجموعات (نقطة واحدة للحصول على بطاقة صفراء واحدة و3 نقاط للحصول على بطاقة حمراء نتيجة بطاقتين صفراء و3 نقاط للحصول على بطاقة حمراء مباشرة، و4 نقاط للحصول على بطاقة صفراء تتبعها بطاقة حمراء مباشرة)؛
9. إجراء قرعة.

جميع الأوقات حسب التوقيت المحلي، ت هـ (ت ع م+5:30).

### المجموعة أ
| م | الفريق                   | لعب | ف | ت | خ | أ.له | أ.ع | أ.ف | نقاط | التأهل             |
| - | ------------------------ | --- | - | - | - | ---- | --- | --- | ---- | ------------------ |
| 1 | إيران                    | 3   | 2 | 1 | 0 | 7    | 3   | +4  | 7    | مرحلة خروج المغلوب |
| 2 | الإمارات العربية المتحدة | 3   | 2 | 1 | 0 | 7    | 4   | +3  | 7    | مرحلة خروج المغلوب |
| 3 | السعودية                 | 3   | 0 | 1 | 2 | 6    | 9   | −3  | 1    |                    |
| 4 | الهند (H)                | 3   | 0 | 1 | 2 | 5    | 9   | −4  | 1    |                    |

| إيران                                | 3–2   | السعودية               |
| ------------------------------------ | ----- | ---------------------- |
| صياد 47' · قادري 69' · أسد آبادي 70' | تقرير | البيشي 4' · العنزي 42' |

| الهند                    | 2–3   | الإمارات العربية المتحدة       |
| ------------------------ | ----- | ------------------------------ |
| ستالين 11' · تانغجام 36' | تقرير | عايض 34' · راشد 53' · فوزي 74' |

| الإمارات العربية المتحدة | 1–1   | إيران         |
| ------------------------ | ----- | ------------- |
| داود 51'                 | تقرير | أسد آبادي 49' |

| السعودية                        | 3–3   | الهند                                        |
| ------------------------------- | ----- | -------------------------------------------- |
| الضويحي 34' · البريكان 82'، 83' | تقرير | جاداف 6' · تشيتري 22' · وانغجام 90+5' (ركل.) |

| الهند | 0–3   | إيران                                      |
| ----- | ----- | ------------------------------------------ |
|       | تقرير | قادري 23' · شريفي 81' (ركل.)، 90+1' (ركل.) |

| السعودية     | 1–3   | الإمارات العربية المتحدة             |
| ------------ | ----- | ------------------------------------ |
| الدريويش 65' | تقرير | فوزي 42' · علي خميس 74' · النقبي 81' |

### المجموعة ب
| م | الفريق    | لعب | ف | ت | خ | أ.له | أ.ع | أ.ف | نقاط | التأهل             |
| - | --------- | --- | - | - | - | ---- | --- | --- | ---- | ------------------ |
| 1 | اليابان   | 3   | 3 | 0 | 0 | 21   | 0   | +21 | 9    | مرحلة خروج المغلوب |
| 2 | فيتنام    | 3   | 2 | 0 | 1 | 6    | 10  | −4  | 6    | مرحلة خروج المغلوب |
| 3 | قرغيزستان | 3   | 1 | 0 | 2 | 2    | 11  | −9  | 3    |                    |
| 4 | أستراليا  | 3   | 0 | 0 | 3 | 2    | 10  | −8  | 0    |                    |

| أستراليا | 0–1   | قرغيزستان            |
| -------- | ----- | -------------------- |
|          | تقرير | كانيبيكوف 76' (ركل.) |

| اليابان                                                                    | 7–0   | فيتنام |
| -------------------------------------------------------------------------- | ----- | ------ |
| كوبو 16'، 64' · فوكووكا 24'، 51' · ميياشيرو 40' · كيموتسو 79' · يامادا 85' | تقرير |        |

| قرغيزستان | 0–8   | اليابان                                                                                 |
| --------- | ----- | --------------------------------------------------------------------------------------- |
|           | تقرير | تاناهاشي 34'، 54'، 80' (ركل.) · كوبو 42'، 90+2' · ناكامورا 43'، 52' · سوزوكي 56' (ركل.) |

| فيتنام                      | 3–2   | أستراليا        |
| --------------------------- | ----- | --------------- |
| تانغ 51'، 61' · دوي كيم 86' | تقرير | روبرتس 18'، 28' |

| أستراليا | 0–6   | اليابان                                                                   |
| -------- | ----- | ------------------------------------------------------------------------- |
|          | تقرير | كوزوكي 4'، 82' · ميياشيرو 54' · سيهاتا 56' · ماتسوموتو 64' · تاناهاشي 86' |

| فيتنام                                         | 3–1   | قرغيزستان   |
| ---------------------------------------------- | ----- | ----------- |
| كاك كيم 20' · ماكسات 81' (ه.ذ.) · فيت كونغ 88' | تقرير | غولجيغيت 6' |

### المجموعة ج
| م | الفريق         | لعب | ف | ت | خ | أ.له | أ.ع | أ.ف | نقاط | التأهل             |
| - | -------------- | --- | - | - | - | ---- | --- | --- | ---- | ------------------ |
| 1 | عمان           | 3   | 1 | 2 | 0 | 4    | 1   | +3  | 5    | مرحلة خروج المغلوب |
| 2 | العراق         | 3   | 1 | 2 | 0 | 4    | 3   | +1  | 5    | مرحلة خروج المغلوب |
| 3 | كوريا الجنوبية | 3   | 1 | 1 | 1 | 4    | 2   | +2  | 4    |                    |
| 4 | ماليزيا        | 3   | 0 | 1 | 2 | 1    | 7   | −6  | 1    |                    |

| كوريا الجنوبية      | 1–2   | العراق                              |
| ------------------- | ----- | ----------------------------------- |
| جيونغ تشان-يونغ 43' | تقرير | منتظر محمد 45+2' (ركل.)، 50' (ركل.) |

| ماليزيا | 0–3   | عمان                                        |
| ------- | ----- | ------------------------------------------- |
|         | تقرير | العلوي 20' (ركل.)، 78' · المالكي 63' (ركل.) |

| العراق       | 1–1   | ماليزيا       |
| ------------ | ----- | ------------- |
| رضا جليل 43' | تقرير | أليف هيكل 86' |

| عمان | 0–0   | كوريا الجنوبية |
| ---- | ----- | -------------- |
|      | تقرير |                |

| كوريا الجنوبية                                                 | 3–0   | ماليزيا |
| -------------------------------------------------------------- | ----- | ------- |
| بارك جيونغ-إين 4' · تشيون سيونغ-هون 14' (ركل.) · كو جون-هي 84' | تقرير |         |

| عمان       | 1–1   | العراق         |
| ---------- | ----- | -------------- |
| العلوي 90' | تقرير | محمد داؤود 37' |

### المجموعة د
| م | الفريق         | لعب | ف | ت | خ | أ.له | أ.ع | أ.ف | نقاط | التأهل             |
| - | -------------- | --- | - | - | - | ---- | --- | --- | ---- | ------------------ |
| 1 | أوزبكستان      | 3   | 3 | 0 | 0 | 9    | 4   | +5  | 9    | مرحلة خروج المغلوب |
| 2 | كوريا الشمالية | 3   | 2 | 0 | 1 | 7    | 4   | +3  | 6    | مرحلة خروج المغلوب |
| 3 | اليمن          | 3   | 0 | 1 | 2 | 1    | 4   | −3  | 1    |                    |
| 4 | تايلاند        | 3   | 0 | 1 | 2 | 5    | 10  | −5  | 1    |                    |

| كوريا الشمالية        | 2–0   | اليمن |
| --------------------- | ----- | ----- |
| كيم بوم-هيوك 61'، 75' | تقرير |       |

| أوزبكستان                                                                                 | 5–3   | تايلاند                       |
| ----------------------------------------------------------------------------------------- | ----- | ----------------------------- |
| مويدينوف 24' (ركل.) · يولدوشوف 45+2' (ركل.)، 89' · وودتيتشاي 57' (ه.ذ.) · عبد اللهييف 82' | تقرير | جيناوات 2' · أرنون 58'، 90+4' |

| اليمن | 0–1   | أوزبكستان     |
| ----- | ----- | ------------- |
|       | تقرير | صابرجانوف 69' |

| تايلاند     | 1–4   | كوريا الشمالية                                |
| ----------- | ----- | --------------------------------------------- |
| هاساوات 69' | تقرير | كي تام 41' (ركل.)، 63'، 67' · ري كانغ-غوك 79' |

| كوريا الشمالية  | 1–3   | أوزبكستان                                   |
| --------------- | ----- | ------------------------------------------- |
| ري كانغ-غوك 75' | تقرير | أومرزاكوف 49' · يولدوشوف 62' · غنيخانوف 68' |

| تايلاند     | 1–1   | اليمن              |
| ----------- | ----- | ------------------ |
| ناتافون 47' | تقرير | هاساوات 27' (ه.ذ.) |

## مرحلة خروج المغلوب
في مرحلة خروج المغلوب، يتم استخدام ركلات الجزاء الترجيحية لتحديد الفائز إذا اقتضت الضرورة (لا يتم استخدام الوقت الإضافي).

### القوس
|  | ربع النهائي              | ربع النهائي          |                    |       | نصف النهائي | نصف النهائي |  |  | النهائي | النهائي |
|  |                          |                      |                    |       |             |             |  |  |         |         |
|  | 25 سبتمبر – مارغاو       |                      |                    |       |             |             |  |  |         |         |
|  |                          |                      |                    |       |             |             |  |  |         |         |
|  | إيران                    | 5                    |                    |       |             |             |  |  |         |         |
|  | إيران                    | 5                    | 29 سبتمبر – مارغاو |       |             |             |  |  |         |         |
|  | فيتنام                   | 0                    |                    |       |             |             |  |  |         |         |
|  | فيتنام                   | 0                    | إيران (ج.)         | 1 (6) |             |             |  |  |         |         |
|  | 26 سبتمبر – مارغاو       |                      | إيران (ج.)         | 1 (6) |             |             |  |  |         |         |
|  |                          | كوريا الشمالية       | 1 (5)              |       |             |             |  |  |         |         |
|  | عمان                     | كوريا الشمالية       | 1 (5)              | 1 (2) |             |             |  |  |         |         |
|  | عمان                     |                      | 2 أكتوبر – مارغاو  | 1 (2) |             |             |  |  |         |         |
|  | كوريا الشمالية (ج.)      | 1 (4)                |                    |       |             |             |  |  |         |         |
|  | كوريا الشمالية (ج.)      | 1 (4)                | إيران              | 0 (3) |             |             |  |  |         |         |
|  | 25 سبتمبر – بامبوليم     |                      | إيران              | 0 (3) |             |             |  |  |         |         |
|  |                          | العراق (ج.)          | 0 (4)              |       |             |             |  |  |         |         |
|  | اليابان                  | العراق (ج.)          | 0 (4)              | 1     |             |             |  |  |         |         |
|  | اليابان                  | 29 سبتمبر – بامبوليم |                    | 1     |             |             |  |  |         |         |
|  | الإمارات العربية المتحدة | 0                    |                    |       |             |             |  |  |         |         |
|  | الإمارات العربية المتحدة | 0                    | اليابان            | 2     |             |             |  |  |         |         |
|  | 26 سبتمبر – بامبوليم     |                      | اليابان            | 2     |             |             |  |  |         |         |
|  |                          | العراق               | 4                  |       |             |             |  |  |         |         |
|  | أوزبكستان                | العراق               | 4                  | 0     |             |             |  |  |         |         |
|  | أوزبكستان                |                      |                    | 0     |             |             |  |  |         |         |
|  | العراق                   | 2                    |                    |       |             |             |  |  |         |         |
|  | العراق                   | 2                    |                    |       |             |             |  |  |         |         |

### ربع النهائي
تأهل الفائزون إلى كأس العالم تحت 17 سنة لكرة القدم 2017.
| إيران                                                    | 5–0   | فيتنام |
| -------------------------------------------------------- | ----- | ------ |
| صياد 30'، 72' · قادري 47' · أسد آبادي 62' · خدامرادي 69' | تقرير |        |

| اليابان  | 1–0   | الإمارات العربية المتحدة |
| -------- | ----- | ------------------------ |
| سيكو 31' | تقرير |                          |

| عمان        | 1–1   | كوريا الشمالية   |
| ----------- | ----- | ---------------- |
| الجهضمي 80' | تقرير | كيم بوم-هيوك 84' |

| أوزبكستان | 0–2   | العراق             |
| --------- | ----- | ------------------ |
|           | تقرير | محمد داؤود 7'، 79' |

### نصف النهائي
| اليابان         | 2–4   | العراق                                                    |
| --------------- | ----- | --------------------------------------------------------- |
| يامادا 29'، 42' | تقرير | محمد داؤود 18'، 81' (ركل.)، 90+4' (ركل.) · عبد السادة 67' |

| إيران     | 1–1   | كوريا الشمالية    |
| --------- | ----- | ----------------- |
| شريفي 19' | تقرير | كي تام 80' (ركل.) |

### النهائي
| إيران | 0–0   | العراق |
| ----- | ----- | ------ |
|       | تقرير |        |

## الفائز
| فائز بطولة آسيا تحت 16 سنة لكرة القدم 2016 |
| ------------------------------------------ |
| · العراق · للمرة الأولى                    |

## الجوائز
أفضل لاعب
- محمد داؤود[12]

الهداف
- محمد داؤود[12]

اللعب النظيف
- العراق[12]

## مسجلي الأهداف
6 أهداف
- محمد داؤود

4 أهداف
- تاكيفوسا كوبو
- أكيتو تاناهاشي
- كي تام

3 أهداف
- علي رضا أسد آبادي
- ألهيار صياد
- محمد شريفي
- محمد قادري
- هيروتو يامادا
- أرشد العلوي
- كيم بوم-هيوك
- رسول يولدوشوف

هدفين
- جون روبرتس
- منتظر محمد
- شيمبي فوكووكا
- سويتشيرو كوزوكي
- تايسي ميياشيرو
- كيتو ناكامورا
- ري كانغ-غوك
- فراس البريكان
- أرنون براسونغبورن
- أحمد فوزي (لاعب كرة قدم إماراتي)
- نغوين هو تانغ

هدف واحد
- أمان تشيتري
- أنيكيت أنيل جاداف
- سانجيف ستالين
- بوريس سينغ تانغجام
- سوريش سينغ وانغجام
- أمير خدامرادي
- محمد رضا جليل
- منتظر عبد السادة
- تاكوما كيموتسو
- ناغي ماتسوموتو
- غيجو سيهاتا
- أيومو سيكو
- تويتشي سوزوكي
- عبد العزيز الضويحي
- ضاري العنزي
- منصور البيشي
- نواف الدريويش
- أديليت كانيبيكوف
- أليكولوف غولجيغيت
- تشيون سيونغ-هون
- جيونغ تشان-يونغ
- كو جون-هي
- بارك جيونغ-إين
- أليف هيكل
- معاذ الجهضمي
- يوسف المالكي
- جيناوات روسامي
- ناتافون سريساوات
- هاساوات نوبناتي
- عبد الله النقبي
- عبد العزيز داود
- محمد علي خميس
- ماجد راشد
- مانع عايض
- إبراهيم غنيخانوف
- أبوبكر مويدينوف
- ماردون عبد اللهييف
- أسدبيك صابرجانوف
- جاسوربيك أومرزاكوف
- نغوين دوي كيم
- نغوين كاك كيم
- نغوين تران فيت كونغ

هدف ذاتي واحد
- دجاكيبالييف ماكسات (لعب ضد فيتنام)
- وودتيتشاي كومكيام (لعب ضد أوزبكستان)
- هاساوات نوبناتي (لعب ضد اليمن)

## ترتيب البطولة
حسب الاتفاقية الإحصائية في كرة القدم، فإن المباريات التي تحسم في الوقت الإضافي يتم احتسابها كانتصارات وهزائم، بينما المباريات التي تحسم عن طريق ركلات الجزاء الترجيحية تحسب كتعادلات.
| م  | الفريق                   | لعب | ف | ت | خ | أ.له | أ.ع | أ.ف | نقاط | النتيجة النهائية              |
| -- | ------------------------ | --- | - | - | - | ---- | --- | --- | ---- | ----------------------------- |
| 1  | العراق                   | 6   | 3 | 3 | 0 | 10   | 5   | +5  | 12   | البطل                         |
| 2  | إيران                    | 6   | 3 | 3 | 0 | 13   | 4   | +9  | 12   | الوصيف                        |
| 3  | اليابان                  | 5   | 4 | 0 | 1 | 24   | 4   | +20 | 12   | أطراف نصف النهائي             |
| 4  | كوريا الشمالية           | 5   | 2 | 2 | 1 | 9    | 6   | +3  | 8    | أطراف نصف النهائي             |
|    |                          |     |   |   |   |      |     |     |      |                               |
| 5  | أوزبكستان                | 4   | 3 | 0 | 1 | 9    | 6   | +3  | 9    | تم إقصاؤهم في ربع النهائي     |
| 6  | الإمارات العربية المتحدة | 4   | 2 | 1 | 1 | 7    | 5   | +2  | 7    | تم إقصاؤهم في ربع النهائي     |
| 7  | عمان                     | 4   | 1 | 3 | 0 | 5    | 2   | +3  | 6    | تم إقصاؤهم في ربع النهائي     |
| 8  | فيتنام                   | 4   | 2 | 0 | 2 | 6    | 15  | −9  | 6    | تم إقصاؤهم في ربع النهائي     |
|    |                          |     |   |   |   |      |     |     |      |                               |
| 9  | كوريا الجنوبية           | 3   | 1 | 1 | 1 | 4    | 2   | +2  | 4    | تم إقصاؤهم في مرحلة المجموعات |
| 10 | قرغيزستان                | 3   | 1 | 0 | 2 | 2    | 11  | −9  | 3    | تم إقصاؤهم في مرحلة المجموعات |
| 11 | السعودية                 | 3   | 0 | 1 | 2 | 6    | 9   | −3  | 1    | تم إقصاؤهم في مرحلة المجموعات |
| 12 | اليمن                    | 3   | 0 | 1 | 2 | 1    | 4   | −3  | 1    | تم إقصاؤهم في مرحلة المجموعات |
| 13 | الهند (H)                | 3   | 0 | 1 | 2 | 5    | 9   | −4  | 1    | تم إقصاؤهم في مرحلة المجموعات |
| 14 | تايلاند                  | 3   | 0 | 1 | 2 | 5    | 10  | −5  | 1    | تم إقصاؤهم في مرحلة المجموعات |
| 15 | ماليزيا                  | 3   | 0 | 1 | 2 | 1    | 7   | −6  | 1    | تم إقصاؤهم في مرحلة المجموعات |
| 16 | أستراليا                 | 3   | 0 | 0 | 3 | 2    | 10  | −8  | 0    | تم إقصاؤهم في مرحلة المجموعات |

### الفرق المتأهلة إلى كأس العالم تحت 17 سنة لكرة القدم
تأهلت الفرق الخمسة التالية من الاتحاد الآسيوي لكرة القدم إلى كأس العالم تحت 17 سنة لكرة القدم. وقد تأهلت الهند بصفتها المضيفة.
| فريق           | تأهل بصفته     | المشاركات السابقة في البطولة1                |
| -------------- | -------------- | -------------------------------------------- |
| الهند          | 5 ديسمبر 2013  | 0 (أول مرة)                                  |
| العراق         | 26 سبتمبر 2016 | 1 (2013)                                     |
| إيران          | 25 سبتمبر 2016 | 3 (2001، 2009، 2013)                         |
| اليابان        | 25 سبتمبر 2016 | 7 (1993، 1995، 2001، 2007، 2009، 2011، 2013) |
| كوريا الشمالية | 26 سبتمبر 2016 | 4 (2005، 2007، 2011، 2015)                   |

1 الغليظ يشير إلى بطل ذلك العام. المائل يشير إلى مضيف ذلك العام.

## روابط خارجية
- ، the-AFC.com